# فاديم يميليانوف
فاديم يميليانوف (25 أبريل 1942 – 27 مايو 1977) هو ملاكم من الاتحاد السوفيتي راحل، مثّل بلاده في الألعاب الأولمبية الصيفية 1964.

## روابط خارجية
فاديم يميليانوف على موقع أوليمبيديا (الإنجليزية)